# Olympische Sommerspiele 2004/Wasserspringen
Bei den XXVIII. Olympischen Sommerspielen 2004 in Athen fanden acht Wettbewerbe im Wasserspringen statt, je vier für Frauen und Männer. Austragungsort war das Olympic Aquatic Centre im Vorort Marousi.

## Bilanz

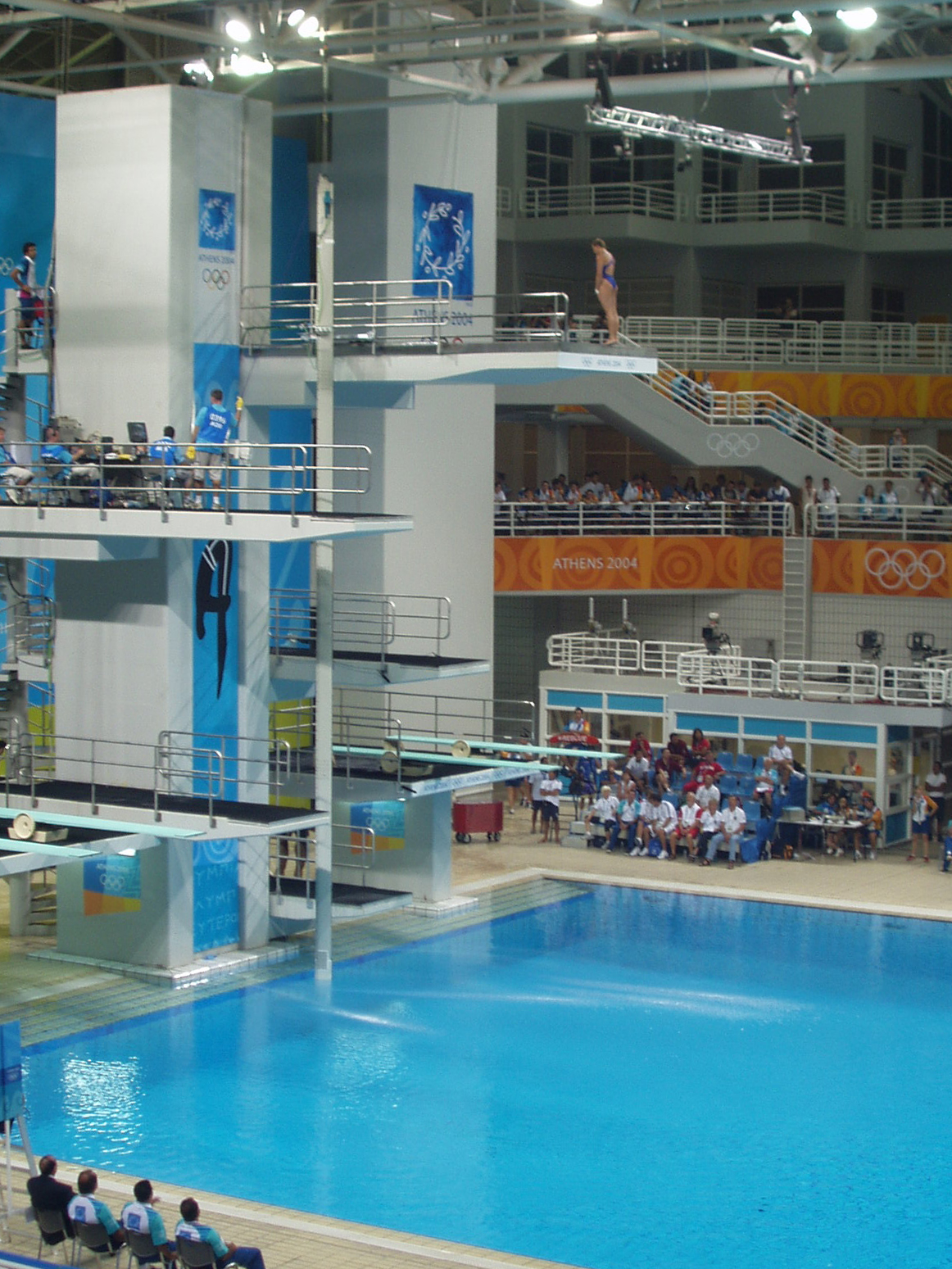
Sprungturm im Olympic Aquatic Centre

### Medaillenspiegel
| Platz | Land           | Gold | Silber | Bronze | Gesamt |
| ----- | -------------- | ---- | ------ | ------ | ------ |
| 1     | China          | 6    | 2      | 1      | 9      |
| 2     | Australien     | 1    | 1      | 4      | 6      |
| 3     | Griechenland   | 1    | –      | –      | 1      |
| 4     | Russland       | –    | 2      | 2      | 4      |
| 5     | Kanada         | –    | 1      | 1      | 2      |
| 6     | Deutschland    | –    | 1      | –      | 1      |
| 6     | Großbritannien | –    | 1      | –      | 1      |

### Medaillengewinner
| Konkurrenz            | Gold                            | Silber                           | Bronze                        |
| --------------------- | ------------------------------- | -------------------------------- | ----------------------------- |
| Kunstspringen 3 m     | Peng Bo                         | Alexandre Despatie               | Dmitri Sautin                 |
| Turmspringen 10 m     | Hu Jia                          | Mathew Helm                      | Tian Liang                    |
| Synchronspringen 3 m  | Thomas Bimis Nikolaos Siranidis | Tobias Schellenberg Andreas Wels | Steven Barnett Robert Newbery |
| Synchronspringen 10 m | Tian Liang Yang Jinghui         | Leon Taylor Peter Waterfield     | Mathew Helm Robert Newbery    |

| Konkurrenz            | Gold                   | Silber                                | Bronze                          |
| --------------------- | ---------------------- | ------------------------------------- | ------------------------------- |
| Kunstspringen 3 m     | Guo Jingjing           | Wu Minxia                             | Julija Pachalina                |
| Turmspringen 10 m     | Chantelle Newbery      | Lao Lishi                             | Loudy Tourky                    |
| Synchronspringen 3 m  | Guo Jingjing Wu Minxia | Wera Iljina Julija Pachalina          | Irina Laschko Chantelle Newbery |
| Synchronspringen 10 m | Lao Lishi Li Ting      | Natalja Gontscharowa Julija Koltunowa | Blythe Hartley Émilie Heymans   |

## Ergebnisse Männer

### Kunstspringen 3 m
| Platz | Land | Sportler            | Punkte |
| ----- | ---- | ------------------- | ------ |
| 1     | CHN  | Peng Bo             | 787,38 |
| 2     | CAN  | Alexandre Despatie  | 755,97 |
| 3     | RUS  | Dmitri Sautin       | 753,27 |
| 4     | CHN  | Wang Feng           | 750,72 |
| 5     | MEX  | Fernando Platas     | 704,25 |
| 6     | USA  | Troy Dumais         | 701,46 |
| 7     | RUS  | Alexander Dobroskok | 697,29 |
| 8     | JPN  | Ken Terauchi        | 690,00 |
|       |      |                     |        |
| 23    | GER  | Andreas Wels        | 378,93 |
| 27    | GER  | Tobias Schellenberg | 371,85 |

Datum: 23. und 24. August 2004 

32 Teilnehmer aus 19 Ländern

### Turmspringen 10 m
| Platz | Land | Sportler             | Punkte |
| ----- | ---- | -------------------- | ------ |
| 1     | CHN  | Hu Jia               | 748,08 |
| 2     | AUS  | Mathew Helm          | 730,56 |
| 3     | CHN  | Tian Liang           | 729,66 |
| 4     | CAN  | Alexandre Despatie   | 707,46 |
| 5     | GBR  | Peter Waterfield     | 669,24 |
| 6     | GBR  | Leon Taylor          | 663,12 |
| 7     | GER  | Heiko Meyer          | 646,56 |
| 8     | AUS  | Robert Newbery       | 640,65 |
|       |      |                      |        |
| 18    | GER  | Tony Adam            | 411,30 |
| 31    | SUI  | Jean Romain Delaloye | 326,82 |

Datum: 27. und 28. August 2004 

33 Teilnehmer aus 19 Ländern

### Synchronspringen 3 m
| Platz | Land | Sportler                          | Punkte |
| ----- | ---- | --------------------------------- | ------ |
| 1     | GRE  | Thomas Bimis Nikolaos Siranidis   | 353,34 |
| 2     | GER  | Tobias Schellenberg Andreas Wels  | 350,01 |
| 3     | AUS  | Steven Barnett Robert Newbery     | 349,59 |
| 4     | CUB  | Jorge Betancourt Erick Fornaris   | 338,46 |
| 5     | GBR  | Tony Ally Mark Shipman            | 334,98 |
| 6     | USA  | Justin Dumais Troy Dumais         | 327,06 |
| 7     | RUS  | Alexander Dobroskok Dmitri Sautin | 312,24 |
| 8     | CHN  | Peng Bo Wang Kenan                | 283,89 |

Datum: 16. August 2004 

16 Teilnehmer aus 8 Ländern
Die beiden Griechen gewannen nach einem dramatisch verlaufenden fünften und letzten Durchgang. In diesem Durchgang patzte einer der beiden bis dahin in Führung liegenden Chinesen, sodass dieses Paar keine Punkte erhielt und zum Schluss den achten Platz belegte. Die bis zum vierten Durchgang auf Platz zwei liegenden Russen mussten ebenfalls einen empfindlichen Punktabzug hinnehmen, da Sautin im Sprung das Brett berührt und den Sprung nicht korrekt beendet hatte.

### Synchronspringen 10 m
| Platz | Land | Sportler                            | Punkte |
| ----- | ---- | ----------------------------------- | ------ |
| 1     | CHN  | Tian Liang Yang Jinghui             | 383,88 |
| 2     | GBR  | Leon Taylor Peter Waterfield        | 371,52 |
| 3     | AUS  | Mathew Helm Robert Newbery          | 366,84 |
| 4     | UKR  | Anton Sacharow Roman Wolodkow       | 357,66 |
| 5     | CAN  | Philippe Comtois Alexandre Despatie | 351,90 |
| 6     | RUS  | Dmitri Dobroskok Gleb Galperin      | 348,60 |
| 7     | GRE  | Ioannis Gavriilidis Sotirios Trakas | 331,44 |
| 8     | USA  | Kyle Prandi Mark Ruiz               | 325,44 |

Datum: 14. August 2004 

16 Teilnehmer aus 8 Ländern

## Ergebnisse Frauen

### Kunstspringen 3 m
| Platz | Land | Sportlerin       | Punkte |
| ----- | ---- | ---------------- | ------ |
| 1     | CHN  | Guo Jingjing     | 633,15 |
| 2     | CHN  | Wu Minxia        | 612,00 |
| 3     | RUS  | Julija Pachalina | 610,62 |
| 4     | RUS  | Wera Iljina      | 589,11 |
| 5     | CAN  | Blythe Hartley   | 573,00 |
| 6     | AUS  | Loudy Tourky     | 566,94 |
| 7     | AUS  | Irina Laschko    | 551,97 |
| 8     | ITA  | Tania Cagnotto   | 550,38 |
|       |      |                  |        |
| 11    | GER  | Ditte Kotzian    | 509,52 |
| 31    | GER  | Heike Fischer    | 199,71 |

Datum: 25. und 26. August 2004 

33 Teilnehmerinnen aus 20 Ländern

### Turmspringen 10 m
| Platz | Land | Sportlerin        | Punkte |
| ----- | ---- | ----------------- | ------ |
| 1     | AUS  | Chantelle Newbery | 590,31 |
| 2     | CHN  | Lao Lishi         | 576,30 |
| 3     | AUS  | Loudy Tourky      | 561,66 |
| 4     | CAN  | Émilie Heymans    | 589,11 |
| 5     | USA  | Laura Wilkinson   | 549,72 |
| 6     | CHN  | Li Ting           | 546,48 |
| 7     | CAN  | Myriam Boileau    | 530,25 |
| 8     | ITA  | Tania Cagnotto    | 518,67 |
|       |      |                   |        |
| 14    | GER  | Annett Gamm       | 478,20 |
| 15    | AUT  | Anja Richter      | 472,44 |
| 28    | GER  | Christin Steuer   | 256,77 |
| 31    | AUT  | Marion Reiff      | 232,35 |

Datum: 21. und 22. August 2004 

34 Teilnehmerinnen aus 21 Ländern

### Synchronspringen 3 m
| Platz | Land | Sportlerinnen                             | Punkte |
| ----- | ---- | ----------------------------------------- | ------ |
| 1     | CHN  | Guo Jingjing Wu Minxia                    | 336,90 |
| 2     | RUS  | Wera Iljina Julija Pachalina              | 330,84 |
| 3     | AUS  | Irina Laschko Chantelle Newbery           | 309,30 |
| 4     | GBR  | Tandi Gerrard Jane Smith                  | 302,25 |
| 5     | MEX  | Paola Espinosa Laura Sánchez              | 286,92 |
| 6     | GER  | Ditte Kotzian Conny Schmalfuß             | 279,69 |
| 7     | CAN  | Blythe Hartley Émilie Heymans             | 276,90 |
| 8     | GRE  | Diamantina Georgatou Sotiria Koutsopetrou | 270,33 |

Datum: 14. August 2004 

16 Teilnehmerinnen aus 8 Ländern

### Synchronspringen 10 m
| Platz | Land | Sportlerinnen                                       | Punkte |
| ----- | ---- | --------------------------------------------------- | ------ |
| 1     | CHN  | Lao Lishi Li Ting                                   | 352,14 |
| 2     | RUS  | Natalja Gontscharowa Julija Koltunowa               | 340,92 |
| 3     | CAN  | Blythe Hartley Émilie Heymans                       | 327,78 |
| 4     | AUS  | Lynda Folauhola Loudy Tourky                        | 313,92 |
| 5     | MEX  | Paola Espinosa Jashia Luna                          | 303,30 |
| 6     | GER  | Annett Gamm Nora Subschinski                        | 302,22 |
| 7     | USA  | Cassandra Cardinell Sara Hildebrand                 | 302,22 |
| 8     | GRE  | Eftychia Pappa-Papavasilopoulou Florentia Sfakianou | 272,40 |

Datum: 16. August 2004 

16 Teilnehmerinnen aus 8 Ländern